# Bosung
Bosung est un village du Cameroun situé dans la région du Nord-Ouest, le département du Menchum, l'arrondissement de Menchum Valley et la commune de Benakuma, à proximité de la frontière avec le Nigeria.

## Localisation
Bosung est localisé à 6° 27' 17 N et 9° 54' 53 E à environ 64 km de distance de Bamenda, le chef lieu de la Région du Nord-Ouest et à 338 km de Yaoundé la capitale du Cameroun.

## Population
Lors du recensement de 2005, on y a dénombré 1 505 personnes dont 759 hommes et 746 femmes.

## Éducation
Il y a une école publique G.S. Bosung.